# Bryan Singer
Pour les articles homonymes, voir Singer.
Bryan Singer [ˈbɹaɪən ˈsɪŋɚ] est un scénariste, réalisateur de cinéma et producteur de série télévisée américain, né le 17 septembre 1965 à New York.
Révélé durant les années 1990 pour la réalisation du thriller Usual Suspects, il officie durant les deux décennies suivantes en tant que principal maître d'œuvre de la franchise cinématographique X-Men, dont il signe la mise en scène de quatre opus, répartis sur deux trilogies.
En décembre 2017, alors que le tournage du film biographique sur Freddie Mercury, Bohemian Rhapsody, touchait à sa fin, le réalisateur est révoqué par la production et remplacé par Dexter Fletcher. Le film est cependant un grand succès.

## Biographie

### Formation
Élevé dans une famille juive, Bryan Jay Singer se dit passionné de cinéma depuis toujours.
Il tourne ses premiers essais en super 8 à l'adolescence, puis, après avoir étudié à la prestigieuse School of Visual Arts de New York, il poursuit sa formation à l'université de Californie du Sud, où il rencontre John Ottman, qui compose presque toutes les bandes originales des films que Singer réalise à cette époque.
Il devient ensuite réalisateur de métier en réalisant un film d'entreprise, puis écrit et coréalise avec Ottman, pour la somme de quinze mille dollars, Lion's Den, un court métrage 16 mm de vingt-cinq minutes, sur la vie de cinq lycéens auquel participe notamment son ami d'enfance Ethan Hawke.
Fort de ce succès, Singer se lance dans son premier long métrage.

### Carrière cinématographique

#### Débuts remarqués (1993-1998)
Bryan Singer produit et réalise son premier long métrage, Ennemi Public (Public Access), qui lui vaut le grand prix du jury au Festival du film de Sundance (dans l'Utah) en 1993.
Ce n'est que l'année suivante que le jeune réalisateur connaît la véritable consécration grâce à Usual Suspects, un thriller déroutant et original tourné en trente-cinq jours, pour un budget de six millions de dollars et avec une distribution particulièrement brillante (Gabriel Byrne, Kevin Spacey, Chazz Palminteri, Kevin Pollak, Benicio del Toro, Stephen Baldwin, Suzy Amis et Pete Postlethwaite). Le film remporte un succès critique et populaire international et vaut à Kevin Spacey l'Oscar du meilleur second rôle.
En 1998, il signe le thriller Un élève doué, inspiré de la nouvelle de même nom de Stephen King, qui évoque la rencontre et l'affrontement tragique d'un collégien californien (Brad Renfro) et d'un ancien criminel de guerre nazi joué par Ian McKellen.

#### Passage auxblockbusters(1999-2008)

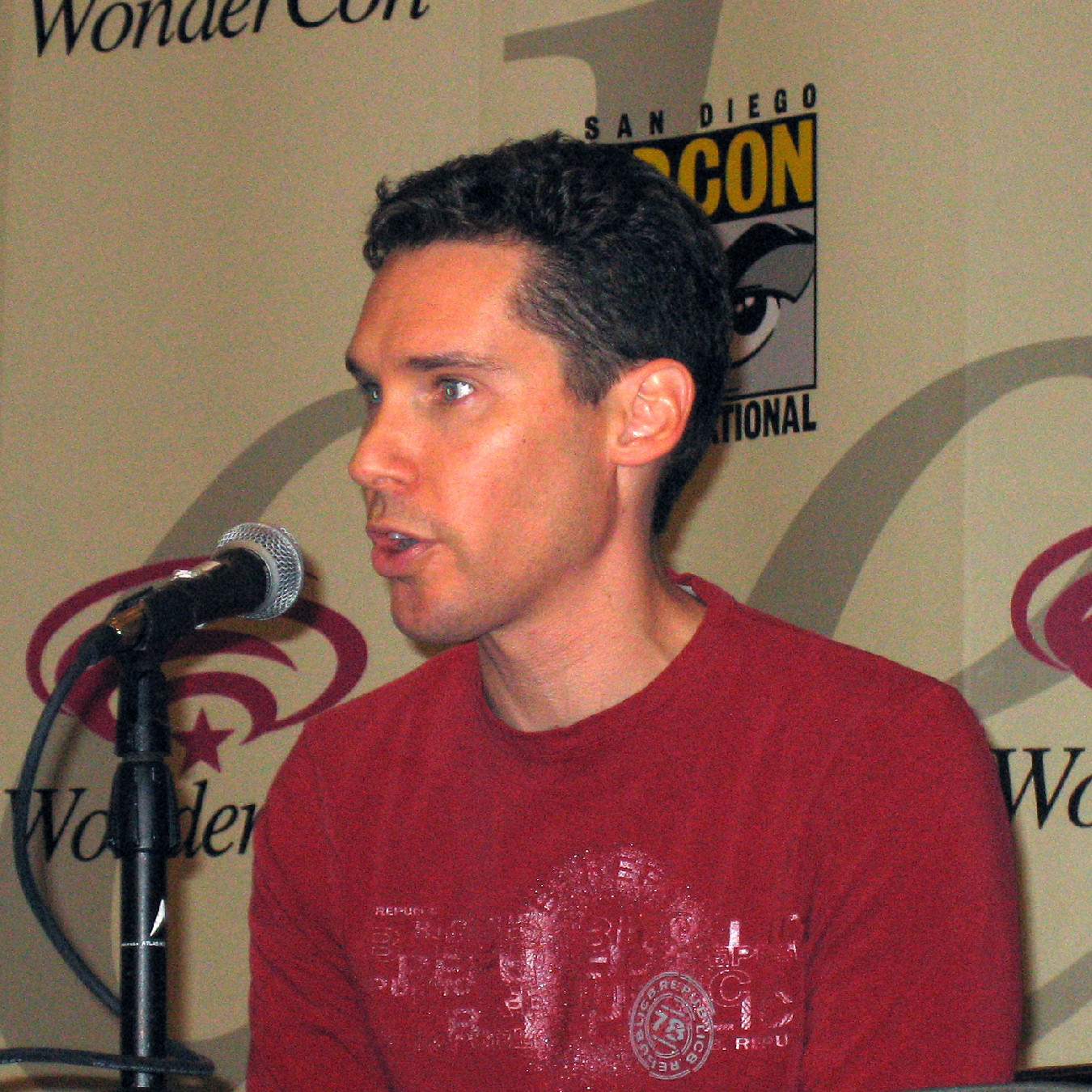
Bryan Singer au San Diego Comic-Con 2006, pour la promotion de Superman Returns.

Deux ans plus tard, il retrouve l'acteur britannique Ian McKellen pour le premier film de la saga X-Men. Il participe à l'écriture de ce chapitre inaugural, sorti en 2000, et recevant un accueil critique et commercial très favorable.
Ce succès ouvre la voie à pléthore d'adaptations cinématographiques inspirées des super-héros Marvel, à commencer par Spider-Man de Sam Raimi, sorti en 2002. Un an plus tard, le réalisateur confirme l'essai, avec X-Men 2 encore plus acclamé, et plus performant au box-office.
En juin 2004, Warner Bros. lui propose la réalisation d'un nouveau volet d'un autre héros de comics, Superman. Le réalisateur, qui avait imaginé une histoire pour l'homme d'acier durant la production d'X-Men 2, signe le mois suivant. Ce choix le prive de la possibilité de conclure la trilogie des mutants, que la 20th Century Fox ne compte pas reporter. Ainsi, le troisième volet X-Men : L'Affrontement final est réalisé par Brett Ratner.
En 2006, Superman Returns sort dans les salles du monde entier. Avec ses scénaristes d'X-Men, Michael Dougherty et Dan Harris, il conçoit une histoire très proche du premier volet, Superman, réalisé par Richard Donner et sorti en 1978. L'aventure se déroule en effet cinq ans après le deuxième opus. Le film bénéficie d'un budget énorme - estimé à 270 millions de dollars, contre 110 pour le deuxième X-Men. Mais le film déçoit quelque peu, en récoltant 391 millions de dollars au total. La critique est positive, quoiqu'un peu moins que pour son blockbuster précédent. Elle salue le travail sur la mise en scène. Quentin Tarantino figure parmi les admirateurs du film. Une suite est annoncée, mais reportée une fois que Singer s'engage sur un nouveau projet.
Il revient en effet à son sujet de prédilection, le nazisme, en s'intéressant au complot du 20 juillet 1944 contre Adolf Hitler. Il offre ainsi à Tom Cruise le rôle de Claus von Stauffenberg, cerveau de l'opération « Walkyrie ». Ce thriller historique, intitulé donc Walkyrie, sort en France début 2009. Le film fonctionne correctement au box-office, mais déçoit un peu la critique.

#### Producteur (à partir de 2004)
Dès 2004, une fois achevée la mise en scène d'X-Men 2, il coproduit et réalise deux des trois premiers épisodes d'une série médicale créée et écrite par le scénariste David Shore, intitulée Dr House. La fiction est un succès critique et commercial mondial et connaît 8 saisons sur la chaîne Fox.
L'année suivante, il réalise et produit le pilote d'une autre série, qui ne voit pas le jour, mais cofinance aussi Trick 'r Treat, un film d'horreur réalisé par Michael Dougherty, coscénariste de  X-Men 2 et Superman Returns. Il est aussi derrière une mini-série de science-fiction pour la chaîne Sci-Fi, intitulée Triangle.
Entre 2007 et 2009, c'est le soap de la chaîne ABC Dirty Sexy Money qu'il produit durant deux saisons, raccourcies par la grève des scénaristes hollywoodiens. Une grève qui reporte aussi une nouvelle fois la pré-production de la suite de Superman Returns. En août 2008, la Warner finit par annoncer l'annulation de cette suite, et la mise en chantier d'un reboot.
En 2009, le réalisateur revient à la franchise X-Men. Le studio est alors dans une impasse créative : le troisième opus a finalement été confié par le studio à Brett Ratner, le réalisateur de la trilogie Rush Hour, et sorti en 2006. Si le blockbuster constitue le volet le plus rentable de la série, il a cependant été mal reçu par la critique. Par ailleurs, la tentative de décliner certains personnages phares dans des aventures en solo, s'est également soldée par un échec créatif : le spin-off X-Men Origins: Wolverine de Gavin Hood, préquelle centrée sur le personnage éponyme, a également été très mal reçu. Il s'agit donc de relancer la franchise dans une nouvelle direction.

#### Retour auxX-Men(2011-2017)

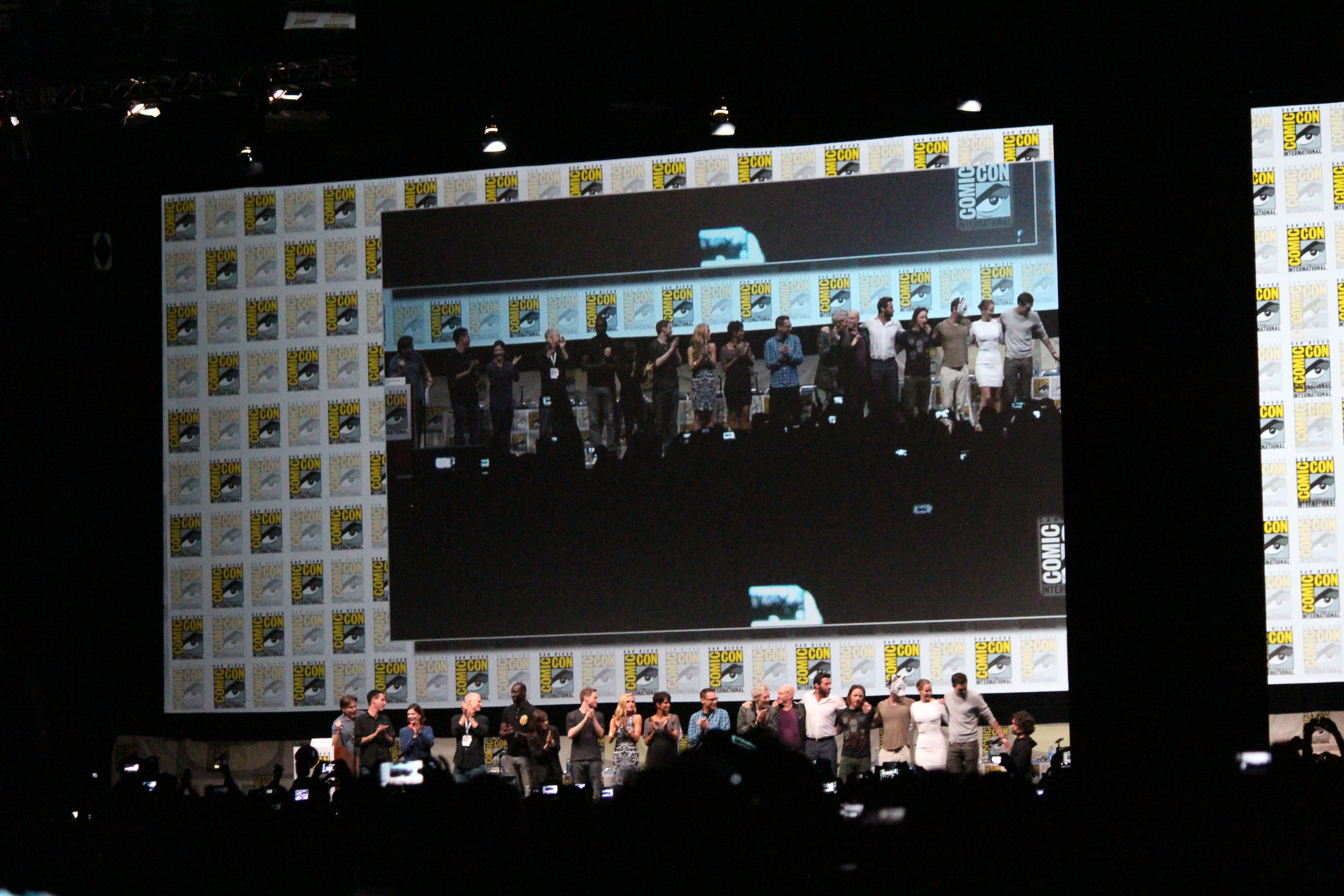
Bryan Singer avec l'équipe de X-Men: Days of Future Past au Comic-Con de San Diego 2013.

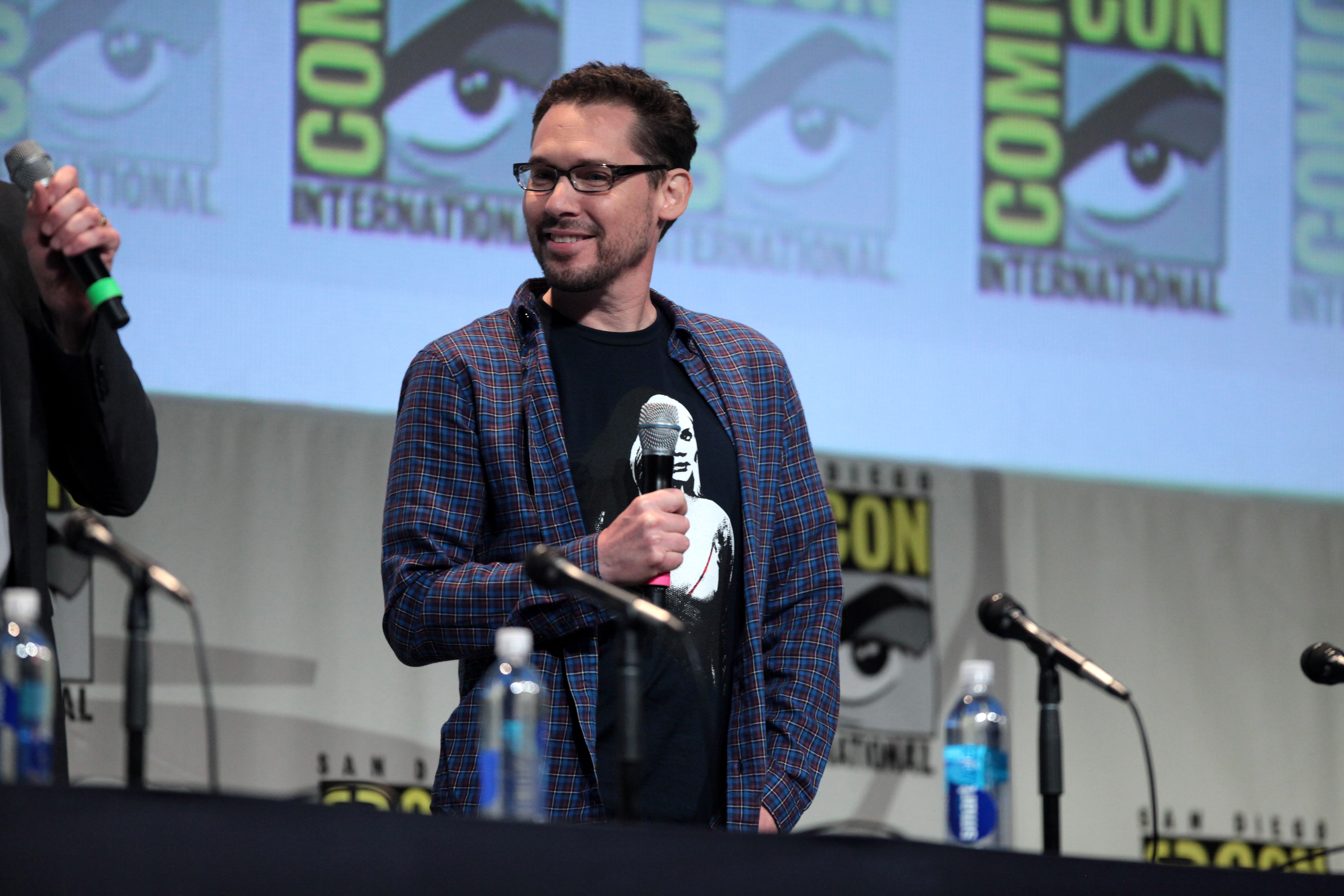
Bryan Singer pour la promotion de X-Men: Apocalypse au San Diego Comic-Con 2015.

En 2011, Bryan Singer se contente de produire X-Men : Le Commencement, malgré le souhait de la productrice de la saga Lauren Shuler Donner de le voir s'atteler lui-même à la mise en scène. Il décline également sa proposition de réaliser le film dérivé Wolverine : Le Combat de l'immortel, préférant se concentrer sur d'autres projets en cours. C'est donc le britannique Matthew Vaughn, déjà pressenti pour réaliser X-Men : L'Affrontement final, qui se voit confier ce nouvel opus de la franchise, conçu comme une préquelle de la première trilogie, et dont l'action se situe durant les années 1960.
Après s'être fait la main sur un pilote de série qui ne voit jamais le jour, Bryan préfère mettre en scène Jack le chasseur de géants (2013), basé sur les contes populaires anglais Jack le tueur de géants et Jack et le Haricot magique. Ce long-métrage est son premier film tourné en 3D. Mais ce blockbuster d'heroic fantasy, qui marque son retour à la réalisation après quatre ans d'absence, est cependant un échec critique et commercial,.
Mais cette même année, Bryan Singer travaille déjà sur la suite de X-Men : Le Commencement, intitulée X-Men: Days of Future Past dont la sortie est prévue pour 2014. Le réalisateur Matthew Vaughn préférant cette fois se concentrer sur un autre projet, Singer accepte de reprendre la caméra. Cette suite lui permet de convoquer la distribution de la trilogie originale, en renvoyant le personnage de Wolverine dans les années 1970, pour prévenir la jeune génération présentée dans X-Men : Le Commencement, d'un danger imminent pour les mutants, et causant la perte des X-Men dans le futur. Le blockbuster est alors le plus gros succès critique de la franchise, et rapporte 748 millions de dollars pour un budget de 200 millions.
Parallèlement, Bryan Singer continue à produire des séries télévisées : les éphémères séries dramatiques Black Box (2014) et Battle Creek (2015), pour laquelle il retravaille pourtant avec David Shore et signe la mise en scène du pilote. Il produit également un film d'horreur acclamé par la critique, L'Étrange Cas Deborah Logan d'Adam Robitel. Mais tous ces projets ne rencontrent pas leur public.
Le réalisateur peut néanmoins compter sur « sa » franchise cinéma : avant même la sortie d'X-Men: Days of Future Past, le réalisateur annonce en effet sur son compte Twitter un troisième chapitre, intitulé X-Men: Apocalypse, prévu pour le 18 mai 2016 en France. Le blockbuster, qui présente les versions jeunes des trois mutants présentés dans le premier X-Men, seize ans plus tôt : Tornade, Cyclope et Jean Grey, est aussi le dixième long-métrage de Singer. Le film, décrit par le scénariste Simon Kinberg, comme la conclusion de la trilogie initiée par X-Men : Le Commencement, est néanmoins accueilli fraichement par la critique, qui le juge nettement inférieur aux deux opus précédents.
Le réalisateur, qui se contente désormais du fauteuil de producteur sur X-Men, s'attelle à la rentrée 2016 à un nouveau projet pour le studio 20th Century Fox : Vingt mille lieues sous les mers, une adaptation du classique éponyme de Jules Verne, qui se déroule durant la guerre de Sécession. De leur côté, les studios Disney préparent leur propre version, dont la mise en scène a été confiée à James Mangold, une fois qu'il aura achevé la production du dernier opus de la trilogie Wolverine. Aucun des deux projets ne voit le jour.
Fin janvier 2017, il est annoncé à la réalisation du pilote de The Gifted, une série télévisée dérivée de la franchise X-Men, pour la chaîne FOX. Parallèlement, il est aussi producteur de la série Legion créée par Noah Hawley.

#### Bohemian Rhapsody
Le 4 décembre 2017, Singer est renvoyé du tournage du film biographique sur le groupe Queen, Bohemian Rhapsody, auquel il était rattaché depuis novembre 2016. Les raisons expliquant son renvoi sont : un manque de professionnalisme, des tensions avec l'acteur principal Rami Malek (interprète de Freddie Mercury), ainsi que sa disparition du plateau de tournage une semaine avant l’annonce de son licenciement, forçant l'arrêt de la production. La réalisation est alors confiée à Dexter Fletcher pour la fin des prises de vues. Bryan Singer reste crédité comme réalisateur, Fletcher comme producteur exécutif.

#### (2023)
En juin 2023, Variety a rapporté que Singer produisait et autofinançait un documentaire dans lequel il aborderait les accusations d'abus sexuels portées contre lui.

### Vie privée
Bryan Singer est ouvertement bisexuel,.
Le 5 janvier 2015, Michelle Clunie donne naissance à un garçon qu'elle a eu en tant que mère porteuse avec Bryan Singer,. Les parents avaient toutefois eu une liaison amoureuse réelle vers 1988, lorsque Singer était âgé de 23 ans.

## Affaires judiciaires

### Accusations de viol, d'actes pédophiles et de comportements toxiques

#### Accusations d'agressions sexuelles et d'actes pédophiles par plusieurs mineurs
Bryan Singer a été accusé d'agressions sexuelles par plusieurs personnes. En 1997, il fait face à la justice pour avoir contraint devant plusieurs témoins des mineurs à se doucher nus lors du tournage du film Un élève doué. En 2014, un garçon qui était âgé de 17 ans au moment des faits a déposé une plainte contre lui pour abus sexuel, puis l'a retirée,.
En avril 2014, Bryan Singer est accusé dans le cadre d'un procès civil d'agression sexuelle sur un mineur. Selon la plainte déposée par l'avocat Jeff Herman, à la fin des années 1990, Singer aurait drogué et violé l'acteur et mannequin Michael Egan III à Hawaï, après l'avoir rencontré lors de soirées organisées par le délinquant sexuel depuis condamné Marc Collins-Rector. L'avocat de Singer a qualifié ces accusations de « complètement fabriquées » et a déclaré que Singer prévoyait de contre-attaquer.
Le réalisateur répond : « Les accusations me visant sont scandaleuses, vicieuses et complètement fausses. Je ne veux pas que ces déclarations fictives viennent détourner ne serait-ce qu’un peu l’attention de X-Men: Days of Future Past. Ce film fantastique est le fruit d’un travail passionné et l'une des plus belles expériences de ma carrière. Par respect pour les extraordinaires contributions des acteurs talentueux et les équipes concernées, j’ai décidé de ne pas participer aux prochains évènements médiatiques. Je vous promets que lorsque cette situation sera résolue, les faits montreront à quel point cette affaire n’est qu’une manœuvre d'extorsion tordue. » Le réalisateur remercie ses fans, ses amis et sa famille pour leur « incroyable et bouleversant » soutien.
Le 22 mai 2014, l'avocat de Singer présente des preuves au juge du district fédéral Susan Oki Mollway, déclarant que ni Singer ni Egan n'étaient à Hawaï à ce moment-là. Début août 2014, Egan cherche à retirer sa plainte par une demande d'ordonnance de rejet du tribunal et demande qu'elle soit accordée « sans préjudice ni attribution de frais ou d'honoraires, dans l'intérêt de la justice ».
En mai 2014, une autre plainte est déposée par l'avocat Jeff Herman au nom d'un Britannique anonyme. Singer ainsi que le producteur Gary Goddard (qui a également été nommé séparément dans la première affaire) sont accusés d'avoir agressé sexuellement « John Doe No. 117 ». Selon le procès, Goddard et Singer ont rencontré l'homme à des fins sexuelles alors qu'il était mineur et se sont livrés à des actes de « violence de genre » à son encontre alors qu'ils étaient à Londres pour l'avant-première de Superman Returns en 2006. Cette action contre Singer a été éteinte en juillet 2014, sur requête du demandeur.
Singer a été cité dans le film documentaire de 2014 sur les abus sexuels sur enfants à Hollywood : An Open Secret, mais les détails des accusations d'Egan ont été retirés après la rétractation de ce dernier pendant la production du documentaire,. L'auteur Bret Easton Ellis avait prétendu que deux de ses anciens partenaires avaient assisté à des soirées à caractère sexuel avec mineurs, qui avaient été organisées par Singer et son collègue réalisateur Roland Emmerich.

#### Renvoi dans le cadre de l'affaire Harvey Weinstein
Dans le cadre des révélations de l'affaire Harvey Weinstein, il est renvoyé par la Fox en décembre 2017, alors que le tournage de son prochain film Bohemian Rhapsody sur le groupe de rock Queen est presque achevé. De nombreuses tensions avec l'acteur Rami Malek qui interprète le chanteur Freddie Mercury sont évoquées. D'autres hostilités entre le réalisateur et Tom Hollander qui interprète Jim Beach, le manager du groupe Queen sont aussi citées, l'acteur aurait quitté le plateau de tournage du film, irrité par le comportement de Singer avant de revenir sur sa décision.
De son côté, Bryan Singer répond à la polémique sur Collider : « Je ne voulais rien d'autre que finir ce projet et honorer l'héritage de Freddie Mercury et Queen. Mais la Fox ne m'a pas permis de le faire car j'avais besoin de privilégier temporairement ma santé. Ainsi que celle de mes proches. Les rumeurs selon lesquelles mon départ inattendu serait dû à une dispute avec Rami Malek sont fausses. Bien qu'à certains moments, nous avons eu des différends créatifs sur le tournage, lui et moi avons réussi à les mettre derrière nous. Nous avons continué à faire le film ensemble jusqu'à Thanksgiving ».
L'acteur Rami Malek témoigne de son expérience avec le cinéaste en février 2019 : « Mon cœur va à quiconque a subi quelque chose comme celle-ci. C’est horrible et je peux comprendre à quel point cela a dû être difficile pour eux d’en parler. Dans l'ère du #MeToo, c'est une chose terrible. Je suis assis ici et j’ai parlé de la façon dont chacun mérite de faire entendre sa voix et quiconque veut parler de ce qui s’est passé avec Bryan mérite d’être écouté. Dans ma situation avec Bryan, sur le tournage, ce n’était pas agréable, pas du tout. Et c’est à peu près tout ce que je peux vous dire à ce sujet. Pour tous ceux qui cherchent une consolation dans tout cela, Bryan Singer a été viré. Bryan a été viré, je pense que personne ne l’avait prévu, pourtant il fallait que cela arrive, et c’est arrivé ».

#### Enquête du magazineThe Atlantic
En janvier 2019, il est visé par une longue enquête du magazine américain The Atlantic qui l'accable de « droguer et d'alcooliser des jeunes hommes lors de soirées hollywoodiennes pour avoir des relations sexuelles avec eux ». L'article révèle que Singer est un emblème du système de protection des agresseurs à Hollywood et révèle quatre nouvelles accusations d'agressions sexuelles de jeunes hommes contre lui : « Les accusations contre Singer couvrent un large spectre. Certaines des victimes supposées disent avoir été séduites par le réalisateur alors qu'elles étaient encore mineures, d'autres parlent de viols. Les victimes que nous avons rencontrées nous ont raconté le traumatisme de ces expériences, avec les problèmes de dépression, de syndrome post-traumatique et d'addiction qui s'en sont ensuivis ».
Bryan Singer répond aux allégations du magazine et accuse les plaignants de faux témoignages dans un communiqué de presse pour Deadline : « La dernière fois que j’ai évoqué ce sujet, c’était parce qu'Esquire s’apprêtait à publier un article écrit par un journaliste homophobe qui développait une obsession bizarre à mon égard depuis 1997. Après avoir vérifié ses dires, Esquire a décidé de ne pas publier cet article de journalisme vendetta. Cela n’a pas empêché l’auteur de vendre son papier à The Atlantic. C’est triste de voir que ce titre bafoue son intégrité journalistique. Encore une fois, je dois répéter que cette histoire ressort après des plaintes déposées par des individus qui n’hésitent pas à mentir pour de l’argent ou de l’attention. Ce n’est pas une surprise, alors que Bohemian Rhapsody gagne tant de prix, que cette entreprise homophobe tombe pile à ce moment-là, pour tirer avantage de son succès ».

#### Accusations de Cesar Sanchez-Guzman
En décembre 2017, Cesar Sanchez-Guzman porte plainte contre Bryan Singer pour motif de viol sur mineur. Sanchez-Guzman accuse le réalisateur de l'avoir violé en 2003 pendant des festivités sur un yacht à Seattle alors qu'il n'avait que 17 ans au moment des faits. Il accuse également Singer d'actes d'intimidation face à son témoignage. Ce dernier lui aurait affirmé « qu'il avait du pouvoir dans le milieu hollywoodien et qu'il pourrait l'aider à obtenir des rôles s'il ne témoignait pas ». Il l'aurait intimidé en prétendant que « personne ne le croirait et qu'il pouvait engager des gens capables de ruiner sa réputation »,,.
Dans un communiqué, les avocats du cinéaste plaident son innocence face aux accusations de viol de Cesar Sanchez-Guzman : « Monsieur Singer a toujours nié connaître cet individu, et donc avoir eu la moindre interaction avec lui il y a 15 ans ». En juin 2019, pour s'éviter un procès, Bryan Singer propose la somme de 150 000 dollars à Cesar Sanchez-Gusman.

#### Accusations d'Halle Berry
Dans une interview pour Variety, l'actrice Halle Berry, l'interprète de Tornade, reproche à Singer son manque de professionnalisme sur les tournages de la saga X-Men : « Bryan n'est pas le mec le plus facile avec qui travailler. [...] J'étais parfois très en colère contre lui. Je me suis battue quelques fois avec lui et j'ai dit quelques grossièretés par pure frustration. Quand je travaille, je suis sérieuse et quand c'est compromis, je deviens un peu folle. Parfois, [...] il n'avait pas toujours l'air présent. Il ne se sentait pas présent. Et nous, on était dehors pour notre petite scène à nous geler les fesses à Banff, au Canada, avec une température en dessous de zéro, et il ne se sentait pas concentré. Et nous, on était gelé, alors on peut s'énerver ».
Un article du Hollywood Reporter révèle aussi qu'Hugh Jackman, l'interprète de Wolverine, se serait blessé sur le tournage du film X-Men 2 à cause des insistances de la part de Singer sous l'emprise de drogues au moment des faits, pour que l'acteur fasse une cascade dangereuse sans aucune préparation ni soutien de la part d'un coordonnateur de cascade. Après l'accident, le réalisateur aurait reçu en retour les foudres du producteur Tom DeSanto qui aurait tenté d'arrêter le tournage et des insultes d'Halle Berry.

#### Accusations de Jennifer Lawrence
En 2022, Jennifer Lawrence, interprète de Mystique, évoque le film Causeway dont elle est actrice et productrice et dénonce le comportement problématique de Bryan Singer sur les films X-Men en l'accusant de masculinité toxique : « C'était une vraie bouffée d'oxygène de ne pas être entourée de toxicité masculine. Ça nous faisait toujours rire de clamer "les femmes ne devraient pas avoir ce genre de rôles, elles sont trop émotives". J'ai travaillé avec Bryan Singer. J'ai vu des hommes qui ne contrôlaient pas leurs émotions. J'ai vu les plus grosses crises de colère qu'il peut y avoir sur un tournage. Lila Neugebauer est la troisième femme réalisatrice avec qui je collabore. Ces trois femmes ont été les meilleures décisionnaires avec lesquelles j'ai pu travailler, ce sont les plus posées et à l'écoute... Il n'y avait jamais eu d'énormes disputes. Si un acteur avait un problème personnel et voulait partir tôt, au lieu de clamer (elle prend une voix d'homme hautaine) "Eh bien nous aussi nous aimerions partir tôt", on réfléchissait à une solution ensemble. Au lieu de se disputer, nous nous écoutions. Parfois, j'avais raison, parfois j'avais tort mais c'était génial de ne pas être gangrénée de toxicité masculine. »,

## Ses collaborateurs
James Marsden a joué dans ses deux premiers films X-Men, puis l'a suivi dans l'aventure Superman Returns. Hugh Jackman (qui se contente d'un simple caméo dans X-Men : Le Commencement), Patrick Stewart, Famke Janssen et Rebecca Romijn sont tous présents dans les 3 épisodes X-Men. Quant à Kevin Spacey, qui interprétait l'un des principaux rôles dans Usual Suspects, il a joué Lex Luthor dans Superman Returns.
Par ailleurs, Brian Cox et Anna Paquin qui jouent dans X-Men 2, ont participé à Trick 'r Treat, réalisé par Michael Dougherty (scénariste de X-Men) et produit par Bryan Singer.
Enfin, John Ottman officie en tant que compositeur et monteur sur tous ses films (à l'exception de X-Men), et Christopher McQuarrie a scénarisé quatre d'entre eux.
| Nom                    | Lion's Den (1988) | Ennemi public (1993) | Usual Suspects (1995) | Un élève doué (1998) | X-Men (2000) | X-Men 2 (2003) | Dr House (2004) | Superman Returns (2006) | Walkyrie (2009) | Jack le chasseur de géants (2012) | X-Men: Days of Future Past (2014) | X-Men: Apocalypse (2016) |
| ---------------------- | ----------------- | -------------------- | --------------------- | -------------------- | ------------ | -------------- | --------------- | ----------------------- | --------------- | --------------------------------- | --------------------------------- | ------------------------ |
| James Marsden          |                   |                      |                       |                      | ✔️           | ✔️             |                 | ✔️                      |                 |                                   | ✔️                                |                          |
| Ian McKellen           |                   |                      |                       | ✔️                   | ✔️           | ✔️             |                 |                         |                 |                                   | ✔️                                |                          |
| Dylan Kussman          | ✔️                |                      |                       |                      |              | ✔️             | ✔️              |                         |                 |                                   |                                   |                          |
| Kevin Spacey           |                   |                      | ✔️                    |                      |              |                |                 | ✔️                      |                 |                                   |                                   |                          |
| Shawn Ashmore          |                   |                      |                       |                      | ✔️           | ✔️             |                 |                         |                 |                                   | ✔️                                |                          |
| Hugh Jackman           |                   |                      |                       |                      | ✔️           | ✔️             |                 |                         |                 |                                   | ✔️                                | ✔️                       |
| Bill Nighy             |                   |                      |                       |                      |              |                |                 |                         | ✔️              | ✔️                                |                                   |                          |
| Bruce Davison          |                   |                      |                       | ✔️                   | ✔️           | ✔️             |                 |                         |                 |                                   |                                   |                          |
| Patrick Stewart        |                   |                      |                       |                      | ✔️           | ✔️             |                 |                         |                 |                                   | ✔️                                |                          |
| Kal Penn               |                   |                      |                       |                      |              |                | ✔️              | ✔️                      |                 |                                   |                                   |                          |
| Halle Berry            |                   |                      |                       |                      | ✔️           | ✔️             |                 |                         |                 |                                   | ✔️                                |                          |
| Famke Janssen          |                   |                      |                       |                      | ✔️           | ✔️             |                 |                         |                 |                                   | ✔️                                |                          |
| Anna Paquin            |                   |                      |                       |                      | ✔️           | ✔️             |                 |                         |                 |                                   | ✔️                                |                          |
| Rebecca Romijn         |                   |                      |                       |                      | ✔️           | ✔️             |                 |                         |                 |                                   |                                   |                          |
| Avi Arad               |                   |                      |                       |                      | ✔️           | ✔️             |                 |                         |                 |                                   |                                   |                          |
| Scénariste             |                   |                      |                       |                      |              |                |                 |                         |                 |                                   |                                   |                          |
| Ralph Winter (en)      |                   |                      |                       |                      | ✔️           | ✔️             |                 |                         |                 |                                   |                                   |                          |
| Christopher McQuarrie  |                   | ✔️                   | ✔️                    |                      |              |                |                 |                         | ✔️              | ✔️                                |                                   |                          |
| Michael Dougherty      |                   |                      |                       |                      |              | ✔️             |                 | ✔️                      |                 |                                   |                                   | ✔️                       |
| Dan Harris             |                   |                      |                       |                      |              | ✔️             |                 | ✔️                      |                 |                                   |                                   | ✔️                       |
| David Hayter           |                   |                      |                       |                      |              | ✔️             |                 | ✔️                      |                 |                                   |                                   |                          |
| Monteur et compositeur |                   |                      |                       |                      |              |                |                 |                         |                 |                                   |                                   |                          |
| John Ottman            | ✔️                | ✔️                   | ✔️                    | ✔️                   |              | ✔️             |                 | ✔️                      | ✔️              | ✔️                                | ✔️                                | ✔️                       |

## Filmographie
| Année | Film/Télévision            | Film/Télévision             | En tant que | En tant que | En tant que | Notes |
| Année | Drapeau de la France       | Drapeau des États-Unis      | Réalisateur | Producteur  | Scénariste  | Notes |
| ----- | -------------------------- | --------------------------- | ----------- | ----------- | ----------- | --- |
| 1988  |                            | Lion's Den                  | ✔️          |             |             | Court-métrage, inédit en France.                                                                                      |
| 1993  | Ennemi public              | Public Access               | ✔️          |             | ✔️          | Grand prix du jury au Festival du film de Sundance. Prix de la critique au Festival du cinéma américain de Deauville. |
| 1995  | Usual Suspects             | The Usual Suspects          | ✔️          | ✔️          |             | Silver Award au Festival international du film de Tokyo. Empire Awards.                                               |
| 1998  | Un élève doué              | Apt Pupil                   | ✔️          | ✔️          |             | |
| 1998  |                            | Burn                        |             | ✔️          |             | |
| 2000  | X-Men                      |                             | ✔️          |             | ✔️          | Empire Awards. |
| 2003  | X-Men 2                    | X2                          | ✔️          | ✔️          | ✔️          | |
| 2004  | Dr House                   | House M.D.                  |             | ✔️          |             | Série télévisée. Producteur exécutif jusqu'en 2008.                                                                   |
| 2005  | Triangle                   | The Triangle                |             | ✔️          |             | Mini-série télévisée. Producteur exécutif.                                                                            |
| 2006  | Superman Returns           |                             | ✔️          | ✔️          | ✔️          | Saturn Awards 2007 du meilleur réalisateur.                                                                           |
| 2006  |                            | The Science of Superman     |             | ✔️          |             | Documentaire inédit.                                                                                                  |
| 2007  | Dirty Sexy Money           |                             |             | ✔️          |             | Producteur exécutif jusqu'en 2009.                                                                                    |
| 2007  | Football Wives             |                             | ✔️          |             |             | Pilote d'une série télévisée annulée, adaptée de la série britannique Femmes de footballeurs                          |
| 2009  | Walkyrie                   | Valkyrie                    | ✔️          | ✔️          |             | |
| 2009  | Trick 'r Treat             |                             |             | ✔️          |             | réalisé par Michael Dougherty                                                                                         |
| 2011  | X-Men : Le Commencement    | X-Men: First Class          |             | ✔️          | ✔️          | |
| 2013  | Jack le chasseur de géants | Jack the Giant Slayer       | ✔️          |             |             | |
| 2014  | X-Men: Days of Future Past | X-Men : Days of Future Past | ✔️          | ✔️          |             | Suite de X-Men : Le Commencement                                                                                      |
| 2016  | X-Men: Apocalypse          | -                           | ✔️          | ✔️          |             | Suite de X-Men: Days of Future Past                                                                                   |
| 2018  | Bohemian Rhapsody          |                             | ✔️          |             |             | remplacé par Dexter Fletcher en cours de tournage                                                                     |

### Caméos
- 2002 : Star Trek : Nemesis de Stuart Baird : Kelly, un officier de passerelle
- 2003 : X-Men 2 : Un agent de sécurité dans la prison de Magneto
- 2004 : Dr House, saison 1, épisode 12 : Le réalisateur du spot publicitaire
- 2014 : X-Men: Days of Future Past, un cadreur lors des accords de Paris en 1973

## Distinctions
Source :[pas clair]

### Récompenses
- Festival du film de Sundance 1993 : Grand prix du jury pour Ennemi public
- Festival du cinéma américain de Deauville 1993 : Prix de la critique pour Ennemi public
- Festival international du film de Tokyo 1995 : prix d'argent pour Usual Suspects
- Festival international du film de Seattle 1995 : meilleur réalisateur pour Usual Suspects
- Empire Awards 1996 : meilleur début pour Usual Suspects
- Saturn Awards 1996 : President's Memorial Award
- Empire Awards 2001 : meilleur réalisateur pour X-Men
- Saturn Awards 2001 : meilleur réalisateur pour X-Men
- Saturn Awards 2007 : meilleur réalisateur pour Superman Returns

### Nominations
- Saturn Awards 1996 : meilleur réalisateur pour Usual Suspects
- Saturn Awards 1999 : meilleur réalisateur pour Un élève doué
- Prix Nebula 2002 : meilleur script pour X-Men (nommé avec Tom DeSanto et David Hayter)
- Saturn Awards 2004 : meilleur réalisateur pour X-Men 2
- Empire Awards 2007 : meilleur réalisateur pour Superman Returns
- Saturn Awards 2009 : meilleur réalisateur pour Walkyrie

### Festival
- Président du jury du 28e Festival international du film de Tokyo en 2015.

## Anecdotes
- Bryan Singer est le cousin des acteurs Lori Singer et Marc Singer, qui incarnait Mike Donovan dans la série télévisée V.
- Grand fan de l'univers de Star Trek, il apparaît très brièvement dans Star Trek : Nemesis en 2002.
- Il a déclaré que son film préféré était Les Dents de la mer de Steven Spielberg. Le nom de sa société de production Bad Hat Harry Productions est inspiré d'une réplique du film.

### Films notables
- X-Men (série de films)
- Superman Returns
- Jack le chasseur de géants